# Secretario del Tesoro de los Estados Unidos
El secretario del Tesoro de los Estados Unidos (en inglés: United States Secretary of the Treasury) es la jefatura del Departamento del Tesoro de los Estados Unidos. Este cargo en el Gobierno federal es análogo a los ministros de finanzas de otros países. Asimismo, se encuentra en el quinto lugar en la línea de sucesión presidencial.

## Historia
Robert Morris fue la primera persona a la que se le ofreció el puesto de secretario del Tesoro de los Estados Unidos por George Washington, pero Morris declinó la oferta ya que había ejercido un cargo similar, pues había ocupado el puesto de superintendente de Finanzas para el Congreso Continental. Por ello, el primer secretario del Tesoro fue Alexander Hamilton a petición de Morris y, cuya cara, figura en los billetes de diez dólares.

## Funciones internacionales
Tiene un puesto en el consejo de administración del Fondo Monetario Internacional, el Banco Mundial, el Banco Asiático de Desarrollo, el Banco Africano de Desarrollo, el Banco Europeo para la Reconstrucción y el Desarrollo y el Banco Interamericano de Desarrollo.

## Lista de secretarios del Tesoro
| Puesto | Retrato | Nombre                  | Estado           | Mandato                  | Mandato                  | Miembro del gabinete del presidente                |
| ------ | ------- | ----------------------- | ---------------- | ------------------------ | ------------------------ | -------------------------------------------------- |
| 1      |         | Alexander Hamilton      | Nueva York       | 11 de septiembre de 1789 | 31 de enero de 1795      | George Washington                                  |
| 2      |         | Oliver Wolcott, Jr.     | Connecticut      | 3 de febrero de 1795     | 31 de diciembre de 1800  | George Washington, John Adams                      |
| 3      |         | Samuel Dexter           | Massachusetts    | 1 de enero de 1801       | 13 de mayo de 1801       | John Adams, Thomas Jefferson                       |
| 4      |         | Albert Gallatin         | Pensilvania      | 14 de mayo de 1801       | 8 de febrero de 1814     | Thomas Jefferson, James Madison                    |
| 5      |         | George W. Campbell      | Tennessee        | 9 de febrero de 1814     | 5 de octubre de 1814     | James Madison                                      |
| 6      |         | Alexander J. Dallas     | Pensilvania      | 6 de octubre de 1814     | 21 de octubre de 1816    | James Madison                                      |
| 7      |         | William Harris Crawford | Georgia          | 22 de octubre de 1816    | 6 de marzo de 1825       | James Madison, James Monroe                        |
| 8      |         | Richard Rush            | Pensilvania      | 7 de marzo de 1825       | 5 de marzo de 1829       | John Quincy Adams                                  |
| 9      |         | Samuel D. Ingham        | Pensilvania      | 6 de marzo de 1829       | 20 de junio de 1831      | Andrew Jackson                                     |
| 10     |         | Louis McLane            | Delaware         | 8 de agosto de 1831      | 28 de mayo de 1833       | Andrew Jackson                                     |
| 11     |         | William J. Duane        | Pensilvania      | 29 de mayo de 1833       | 22 de septiembre de 1833 | Andrew Jackson                                     |
| 12     |         | Roger B. Taney          | Maryland         | 23 de septiembre de 1833 | 25 de junio de 1834      | Andrew Jackson                                     |
| 13     |         | Levi Woodbury           | Nuevo Hampshire  | 1 de julio de 1834       | 3 de marzo de 1841       | Andrew Jackson, Martin Van Buren                   |
| 14     |         | Thomas Ewing, Sr.       | Ohio             | 4 de marzo de 1841       | 11 de septiembre de 1841 | William Henry Harrison, John Tyler                 |
| 15     |         | Walter Forward          | Pensilvania      | 13 de septiembre de 1841 | 1 de marzo de 1843       | John Tyler                                         |
| 16     |         | John C. Spencer         | Nueva York       | 8 de marzo de 1843       | 2 de mayo de 1844        | John Tyler                                         |
| 17     |         | George M. Bibb          | Kentucky         | 4 de julio de 1844       | 7 de marzo de 1845       | John Tyler                                         |
| 18     |         | Robert J. Walker        | Misisipi         | 8 de marzo de 1845       | 5 de marzo de 1849       | James Polk                                         |
| 19     |         | William M. Meredith     | Pensilvania      | 8 de marzo de 1849       | 22 de julio de 1850      | Zachary Taylor                                     |
| 20     |         | Thomas Corwin           | Ohio             | 23 de julio de 1850      | 6 de marzo de 1853       | Millard Fillmore                                   |
| 21     |         | James Guthrie           | Kentucky         | 7 de marzo de 1853       | 6 de marzo de 1857       | Franklin Pierce                                    |
| 22     |         | Howell Cobb             | Georgia          | 7 de marzo de 1857       | 8 de diciembre de 1860   | James Buchanan                                     |
| 23     |         | Philip F. Thomas        | Maryland         | 12 de diciembre de 1860  | 14 de enero de 1861      | James Buchanan                                     |
| 24     |         | John Adams Dix          | Nueva York       | 15 de enero de 1861      | 6 de marzo de 1861       | James Buchanan                                     |
| 25     |         | Salmon P. Chase         | Ohio             | 7 de marzo de 1861       | 30 de junio de 1864      | Abraham Lincoln                                    |
| 26     |         | William P. Fessenden    | Maine            | 5 de julio de 1864       | 3 de marzo de 1865       | Abraham Lincoln                                    |
| 27     |         | Hugh McCulloch          | Indiana          | 9 de marzo de 1865       | 3 de marzo de 1869       | Abraham Lincoln, Andrew Johnson                    |
| 28     |         | George S. Boutwell      | Massachusetts    | 12 de marzo de 1869      | 16 de marzo de 1873      | Ulysses S. Grant                                   |
| 29     |         | William A. Richardson   | Massachusetts    | 17 de marzo de 1873      | 3 de junio de 1874       | Ulysses S. Grant                                   |
| 30     |         | Benjamin H. Bristow     | Kentucky         | 4 de junio de 1874       | 20 de junio de 1876      | Ulysses S. Grant                                   |
| 31     |         | Lot M. Morrill          | Maine            | 7 de julio de 1876       | 9 de marzo de 1877       | Ulysses S. Grant, Rutherford B. Hayes              |
| 32     |         | John Sherman            | Ohio             | 10 de marzo de 1877      | 3 de marzo de 1881       | Rutherford B. Hayes                                |
| 33     |         | William Windom          | Minnesota        | 8 de marzo de 1881       | 13 de noviembre de 1881  | James A. Garfield, Chester A. Arthur               |
| 34     |         | Charles J. Folger       | Nueva York       | 14 de noviembre de 1881  | 4 de septiembre de 1884  | Chester A. Arthur                                  |
| 35     |         | Walter Q. Gresham       | Indiana          | 5 de septiembre de 1884  | 30 de octubre de 1884    | Chester A. Arthur                                  |
| 36     |         | Hugh McCulloch          | Indiana          | 31 de octubre de 1884    | 7 de marzo de 1885       | Chester A. Arthur, Grover Cleveland                |
| 37     |         | Daniel Manning          | Nueva York       | 8 de marzo de 1885       | 31 de marzo de 1887      | Grover Cleveland                                   |
| 38     |         | Charles S. Fairchild    | Nueva York       | 1 de abril de 1887       | 6 de marzo de 1889       | Grover Cleveland                                   |
| 39     |         | William Windom          | Minnesota        | 7 de marzo de 1889       | 29 de enero de 1891      | Benjamin Harrison                                  |
| 40     |         | Charles Foster          | Ohio             | 25 de febrero de 1891    | 6 de marzo de 1893       | Benjamin Harrison, Grover Cleveland                |
| 41     |         | John G. Carlisle        | Kentucky         | 7 de marzo de 1893       | 5 de marzo de 1897       | Grover Cleveland, William McKinley                 |
| 42     |         | Lyman J. Gage           | Illinois         | 6 de marzo de 1897       | 31 de enero de 1902      | William McKinley, Theodore Roosevelt               |
| 43     |         | L.M. Shaw               | Iowa             | 1 de febrero de 1902     | 3 de marzo de 1907       | Theodore Roosevelt                                 |
| 44     |         | George B. Cortelyou     | Nueva York       | 4 de marzo de 1907       | 7 de marzo de 1909       | Theodore Roosevelt                                 |
| 45     |         | Franklin MacVeagh       | Illinois         | 8 de marzo de 1909       | 5 de marzo de 1913       | William Howard Taft                                |
| 46     |         | William G. McAdoo       | Nueva York       | 6 de marzo de 1913       | 15 de diciembre de 1918  | Woodrow Wilson                                     |
| 47     |         | Carter Glass            | Virginia         | 16 de diciembre de 1918  | 1 de febrero de 1920     | Woodrow Wilson                                     |
| 48     |         | David F. Houston        | Misuri           | 2 de febrero de 1920     | 3 de marzo de 1921       | Woodrow Wilson                                     |
| 49     |         | Andrew W. Mellon        | Pensilvania      | 4 de marzo de 1921       | 12 de febrero de 1932    | Warren G. Harding, Calvin Coolidge, Herbert Hoover |
| 50     |         | Ogden L. Mills          | Nueva York       | 13 de febrero de 1932    | 4 de marzo de 1933       | Herbert Hoover                                     |
| 51     |         | William H. Woodin       | Nueva York       | 5 de marzo de 1933       | 31 de diciembre de 1933  | Franklin D. Roosevelt                              |
| 52     |         | Henry Morgenthau        | Nueva York       | 1 de enero de 1934       | 22 de julio de 1945      | Franklin D. Roosevelt, Harry S. Truman             |
| 53     |         | Fred M. Vinson          | Kentucky         | 23 de julio de 1945      | 23 de junio de 1946      | Harry S. Truman                                    |
| 54     |         | John W. Snyder          | Misuri           | 25 de junio de 1946      | 20 de enero de 1953      | Harry S. Truman                                    |
| 55     |         | George Humphrey         | Ohio             | 21 de enero de 1953      | 29 de julio de 1957      | Dwight D. Eisenhower                               |
| 56     |         | Robert B. Anderson      | Connecticut      | 29 de julio de 1957      | 20 de enero de 1961      | Dwight D. Eisenhower                               |
| 57     |         | Douglas Dillon          | Nueva Jersey     | 21 de enero de 1961      | 1 de abril de 1965       | John F. Kennedy, Lyndon Johnson                    |
| 58     |         | Henry H. Fowler         | Virginia         | 1 de abril de 1965       | 20 de diciembre de 1968  | Lyndon Johnson                                     |
| 59     |         | Joseph Barr             | Indiana          | 21 de diciembre de 1968  | 20 de enero de 1969      | Lyndon Johnson                                     |
| 60     |         | David Kennedy           | Utah             | 22 de enero de 1969      | 10 de febrero de 1971    | Richard Nixon                                      |
| 61     |         | John B. Connally        | Texas            | 11 de febrero de 1971    | 12 de junio de 1972      | Richard Nixon                                      |
| 62     |         | George Shultz           | Illinois         | 12 de junio de 1972      | 8 de mayo de 1974        | Richard Nixon                                      |
| 63     |         | William Simon           | Nueva Jersey     | 8 de mayo de 1974        | 20 de enero de 1977      | Richard Nixon, Gerald Ford                         |
| 64     |         | W. Michael Blumenthal   | Míchigan         | 23 de enero de 1977      | 4 de agosto de 1979      | Jimmy Carter                                       |
| 65     |         | G. William Miller       | Rhode Island     | 7 de agosto de 1979      | 20 de enero de 1981      | Jimmy Carter                                       |
| 66     |         | Donald Regan            | Nueva Jersey     | 22 de enero de 1981      | 1 de febrero de 1985     | Ronald Reagan                                      |
| 67     |         | James Baker             | Texas            | 4 de febrero de 1985     | 17 de agosto de 1988     | Ronald Reagan                                      |
| 68     |         | Nicholas F. Brady       | Nueva Jersey     | 15 de septiembre de 1988 | 17 de enero de 1993      | Ronald Reagan, George H. W. Bush                   |
| 69     |         | Lloyd Bentsen           | Texas            | 20 de enero de 1993      | 22 de diciembre de 1994  | Bill Clinton                                       |
| 70     |         | Robert Rubin            | Nueva York       | 11 de enero de 1995      | 2 de julio de 1999       | Bill Clinton                                       |
| 71     |         | Lawrence Summers        | Massachusetts    | 2 de julio de 1999       | 20 de enero de 2001      | Bill Clinton                                       |
| 72     |         | Paul O'Neill            | Pensilvania      | 20 de enero de 2001      | 31 de diciembre de 2002  | George W. Bush                                     |
| 73     |         | John W. Snow            | Virginia         | 3 de febrero de 2003     | 30 de junio de 2006      | George W. Bush                                     |
| 74     |         | Henry M. Paulson Jr.    | Illinois         | 10 de julio de 2006      | 20 de enero de 2009      | George W. Bush                                     |
| 75     |         | Timothy Geithner        | Nueva York       | 20 de enero de 2009      | 25 de febrero de 2013    | Barack Obama                                       |
| 76     |         | Jack Lew                | Nueva York       | 28 de febrero de 2013    | 20 de enero de 2017      | Barack Obama                                       |
| 77     |         | Steven Mnuchin          | Nueva York       | 13 de febrero de 2017    | 20 de enero de 2021      | Donald Trump                                       |
| 78     |         | Janet Yellen            | California       | 26 de enero de 2021      | 20 de enero de 2025      | Joe Biden                                          |
| 79     |         | Scott Bessent           | Carolina del Sur | 28 de enero de 2025      | Presente                 | Donald Trump                                       |